# Bački Gračac
Bački Gračac (Бачки Грачац, în trecut Filipovo, în germană Philipsdorf, Filipsdorf), pronunțat în limba română Baciki Graciaț, este un sat situat în partea de nord-vest a Serbiei, în Voivodina. Aparține administrativ de comuna Odžaci. La recensământul din 2002 localitatea avea 2913 locuitori.